# Символическая логика
Символическая логика — область логики, которая отодвигает на второй план математику, и изучает чисто формальные свойства символов, представленных в виде строк. С точки зрения философской логики, символы рассматриваются как обозначения слов. А с точки зрения информатики, символы, рассматриваемые по правилам символической логики, являются элементами вычислительного процесса обработки данных.
Состоит из двух разделов, логики высказываний и логики первого порядка. К другим формам относятся темпоральная, модальная и нечёткая логика.
Символическая логика исследует закономерности, в которых логическая форма высказываний рассматривается с использованием символов в качестве инструментов. Вместо явных высказываний изучаются логические формулы, которые являются символическим представлением высказываний, в частности, составных. Правила рассуждений и логики изучаются с помощью формальных систем, которые образуют хорошую основу для символьных преобразований, выполняемых в этой области.

## История
Дисциплина символической логики была придумана задолго до своего появления Готфридом Вильгельмом фон Лейбницем, первые попытки которого не принесли значительных результатов.
Если бы возникли разногласия, то в споре двух философов было бы не больше необходимости, чем в споре двух бухгалтеров. Достаточно взять в руки карандаши, сесть за один стол и сказать друг другу: разберёмся в этом вместе?
Вопрос о создании символической логики как универсального научного языка рассматривал Лейбниц в 1666 году в работе «Искусство комбинаторики» (De arte combinatoria). Он думал о записи высказываний на специальном языке, чтобы затем по логическим законам вычислять истинность других. В середине XIX века появились первые работы по алгебраизации аристотелевой логики, сформировавшие первооснову исчисления высказываний (Буль, де Морган, Шрёдер).
Хотя в то время эта идея не получила большого распространения, она стала источником символической логики, разработанной Джорджем Булем, а затем развитой Альфредом Нортом Уайтхедом и Бертраном Расселом.
В конце 1880-х годов Дедекинд и Пеано применили эти инструменты в попытках аксиоматизации арифметики, при этом Пеано создал удобную систему обозначений, закрепившуюся и в современной математической логике. Он ввёл в математическую логику символы: ∈ — знак принадлежности множеству, ⊂ — знак включения, ⋃ — знак объединения, ∩ — знак пересечения множеств; разработал систему аксиом для арифметики натуральных чисел. Но главное, Пеано с помощью изобретённого им символического исчисления попытался исследовать основные математические понятия, что стало первым шагом практического применения математической логики к изучению основ математики. В своём пятитомном труде «Formulaire de Mathematiques» (1895—1905) Пеано показал, как с помощью символического исчисления можно аксиоматически построить математические дисциплины.
Первый учебник по символической логике для неспециалистов был написан Льюисом Кэрроллом, автором «Алисы в стране чудес», в 1896 году.
Леопольд Лёвенгейм и Туральф Сколем получили теорему Лёвенгейма — Скулема, согласно выводам которой, логика первого порядка не позволяет контролировать кардинальность бесконечных структур. Сколем заметил, что эта теорема применима к формализациям теории множеств первого порядка и поэтому из теоремы следует, что любая такая формализация имеет структуру счётного множества. Данный контринтуитивный факт стал известен как парадокс Скулема.
В своей докторской диссертации, Курт Гёдель доказал теорему о полноте, устанавливающую соответствие между синтаксисом и семантикой в логике первого порядка. С помощью теоремы о полноте Гёдель доказал теорему о компактности, продемонстрировав тем самым ограниченность логических следствий первого порядка. Результаты помогли утвердить логику первого порядка в качестве доминирующей логики, используемой математиками.
В 1931 году, Гёдель опубликовал работу «О формально неразрешимых Principia Mathematica и родственных систем», в которой доказал неполноту (в другом значении этого слова) всех достаточно сильных, эффективных теорий первого порядка. Этот результат, известный как теорема Гёделя о неполноте, устанавливает серьёзные ограничения на аксиоматические основания математики и сильно подрывает программу Гильберта. Теорема неполноты свидетельствует о невозможности доказательства непротиворечивости арифметики в рамках любой формальной теории арифметики. Однако Давид Гильберт долгое время не признавал важности теоремы о неполноте.
Теорема неполноты Гёделя также указывает на то, что доказательство непротиворечивости любой достаточно сильной, эффективной системы аксиом не может быть получено ни в самой системе, если она непротиворечива, ни в какой-либо более слабой системе. Таким образом, возникает возможность существования доказательств непротиворечивости, которые не могут быть формализованы в рамках рассматриваемой системы. Генцен доказал непротиворечивость арифметики, используя финитистскую систему вместе с принципом трансфинитной индукции. Результат Генцена позволил ввести идеи устранимости сечений и порядковый анализ, которые стали ключевыми инструментами теории доказательств. Гёдель дал другое доказательство непротиворечивости, которое сводит непротиворечивость классической арифметики к непротиворечивости интуиционистской арифметики в высших типах.

## Логика высказываний
Логика высказываний изучает свойства пропозиций в терминах их констант и ссылок на переменные, таких как A, B, C, … и пяти операторов: И (AND), ИЛИ (OR), IMPLIES, EQUALS и НЕ (NOT). А также с помощью символов {\displaystyle \land ,\lor ,\rightarrow ,\leftrightarrow } и {\displaystyle \neg }.
Соответствующими логическими операциями являются конъюнкция, дизъюнкция, импликация, эквивалентность и отрицание. Все эти операции, кроме НЕ, являются бинарными. Смысл этих операций описывается таблицами истинностных значений.

## Логика первого порядка
Логика первого порядка является расширением логики высказываний, в которой вводятся переменные, пропозиции или предикаты. Переменные обычно обозначаются строчными буквами x, y, z и т. д., а предикаты — прописными, например P(x) или Q(y, z). Кроме того, используются кванторы, которые описывают всеобщность (квантор всеобщности {\displaystyle \forall }) и существование (квантор существования {\displaystyle \exists }).

## Пример из программирования Пролог
В языке программирования Пролог применяется логика первого порядка, поэтому он также поддерживает символическую логику и, соответственно, возможность программной обработки.
Программы на языке Пролог описывают отношения с помощью пунктов. Проще говоря, Пролог ограничен формулами Хорна, который является тьюринг-полным подмножеством предикатов логики первого порядка. И имеет два типа пунктов: факты и правила.

Правило имеет вид:
```
 Заголовок:- тело.

```

Оно гласит: «Заголовок истинен, если тело истинно». Тело правила состоит из предикатных высказываний, называемых целью правила. Встроенная в Пролог функция запятая (,/2) определяет конъюнкцию целей, а точка с запятой (;/2) — дизъюнкцию. Конъюнкция и дизъюнкция могут встречаться в теле правила, но не в заголовке [имени].
Предложения, в которых отсутствует часть тела, называются фактами. Например,

Том — кот:
```
кот(Том).

```

Факт работает как уменьшенная реляционная база данных. Так, в Пролог можно запросить имена всех котов по очереди:
```
?- кот(X). 
X = Том

```

### Выполнение Пролог
Выполнение Пролог начинается с единственной цели, называемой запросом. Механизм рассуждений Пролог пытается найти отрицательное условие в соответствии с принципом разрешения.
Если отрицание не найдено, то из этого следует, что запрос с его допустимыми значениями переменных будет подтверждён. Таким образом, реализуется соответствующая логическая цепочка в программе. В этом случае все сгенерированные значения переменных возвращаются пользователю, и запрос считается успешным. Функционально стратегию выполнения Пролог можно рассматривать как обобщение вызовов функций в типичных языках программирования (Java, C++, Pascal), но особенностью Пролог является то, что для одного и того же оператора, даже с одинаковыми аргументами, может существовать несколько альтернативных заголовков. В этом случае Пролог создает точку выбора, которая объединяет различные альтернативные варианты. Затем Prolog начинает выполнять возможные варианты с самого начала. При выполнении конкретного варианта — в зависимости от так называемого термина отсечения — пытаются быть выполнены и следующие варианты точки выбора (предложения) или принимается только один вариант. Если один запрос в предложении не выполняется, то значения переменных, присвоенные ему, отменяются, и выполнение возвращается к предыдущей точке выбора и продолжается со следующего варианта, если таковой остался. Такая операция отмены и повторного выполнения называется обратной загрузкой.

Например, все люди смертны, и в частности, утверждается, что Сократ — человек:
```
 смертный(Х):- человек(Х). 
 человек(Сократ).

```

Следующий запрос возвращает информацию о том, что Сократ смертен, потому что он является человеком:
```
 ?- смертный (Сократ).
 Да.

```